# Carcano M1891
Винтовка Modello 1891 (более известная как Carcano, или Parravicino-Carcano) — основная итальянская винтовка времён Первой и Второй мировых войн. Выпускалась в вариантах как собственно винтовки (итал. Fucile), так и карабина (итал. Moschetto). Использовалась в качестве орудия убийства 35-го президента США Джона Кеннеди.

## Варианты

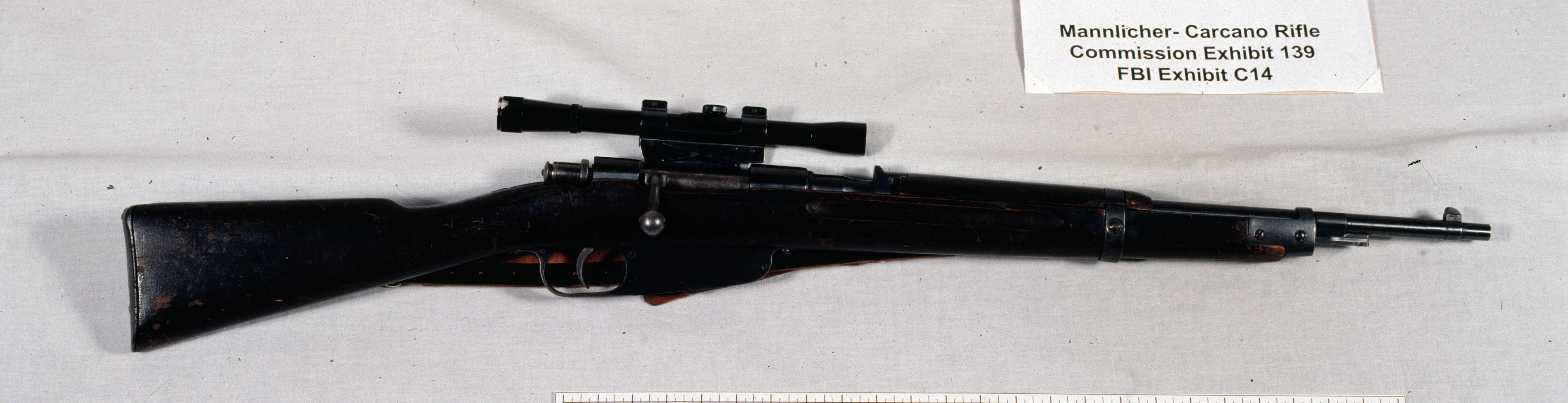
Карабин Ли Харви Освальда, из которого предположительно был убит Джон Кеннеди

- Fucile di Fanteria Mo. 1891 — «пехотная винтовка образца 1891 года», принятая на вооружение в марте 1892 г. под патрон 6,5x52 мм[1]. Общая длина: 1282 мм. Длина ствола: 780 мм. Вес: 3,78 кг. Питание обеспечивала патронная пачка на 6 патронов. Прицел на 2000 м. Оружие снабжалось тесачным штыком[2].
- Moschetto da Cavalleria Mo. 1891 — карабин, разработанный летом 1893 г. для кавалеристов и конных жандармов. Общая длина: 953 мм. Длина ствола: 450 мм. Вес: 3,06 кг. Прицел на 1500 м[2].
- Moschetto per Truppe Speciali Mo. 1891 (сокр. Mo. 1891 TS) — карабин для сапёров, связистов и артиллеристов, появившийся в 1897 г. В целом, идентичен кавалерийской модели, но имеет вес 3,22 кг и штык тесачного типа[2].
- Moschetto di Fanteria Mo. 1891/24 — в 1924 г. винтовки, дульная часть которых была сильно изношена, переоборудовались в карабины путём укорачивания ствола до 453 мм[3].
- Moschetto per Truppe Speciali Mo. 1891/28 — модификация карабина Mo. 1891 TS, выпускавшаяся с 1928 г. Отличалась длиной ствола 457 мм и стандартным винтовочным штыком. Также для данного карабина в 1928 г. был разработан гранатомёт Tromboncino Mo. 28 калибра 38,5 мм[4].
- Type I Rifle — экспортный вариант винтовки под патрон 6,5x50 мм, закупленный японским флотом в 1938-39-х годах[5].
- Fucile di Fanteria Mo. 1938 — винтовка образца 1938 года под патрон 7,35x51 мм. Длина ствола: 563 мм. Ёмкость магазина 6 патронов. Фиксированный целик на 300 м[6].
- Moschetto Mo. 1938 и Moschetto Mo. 1938 TS — карабины образца 1938 г. под патрон 7,35x51 мм отличались от предыдущих карабинов фиксированным целиком на 200 м и стволом калибра 7,35 мм[6].
- Fucile di Fanteria Mo. 1891/38 — винтовка 1940 г. под старый патрон 6,5×52 мм и целиком на 200 м[7].
- Moschetto Mo. 1891/38 и Moschetto Mo. 1891/38 TS — карабины 1940 г. под старый патрон 6,5×52 мм и целиком на 200 м[7].
- Fucile di Fanteria Mo. 1891/40 — длинноствольная винтовка образца 1940 г. Выпущено небольшое число[7].
- Fucile di Fanteria Mo. 1891/41 — длинноствольная винтовка образца 1941 г. Длина ствола: 690 мм. Вес: 3,72 кг[7].
- Moschetto Mo. 1891/38 TS — карабин под немецкий патрон 7,92x57 мм — появился к концу Второй мировой войны. Питание осуществлялось из 5-зарядного магазина, снаряжавшегося по одному патрону[7].

## Страны-эксплуатанты
- Италия[8] — первыми приняты на вооружение альпийскими стрелками.
- Эфиопия — некоторое количество трофейных винтовок, захваченных в ходе войн 1895—1896 гг. и 1935—1936 гг., использовалось в эфиопской армии
- Австро-Венгрия — в ходе первой мировой войны значительное количество винтовок и карабинов было захвачено австро-венгерскими войсками, около 49 500 винтовок были переделаны под патрон 6,5×54 мм Mannlicher-Schoenauer и поступили на вооружение частей «второй линии» под наименованием 6.5mm M.91 Adaptiertes Italienisches Repetier-Gewehr (остальные винтовки и карабины использовали без переделки)[9]
- Болгария — в 1935 году Муссолини бесплатно подарил Болгарии 5 тыс. старых итальянских винтовок обр.1891 года и запас патронов к ним, которые были переданы на склады мобилизационного резерва болгарской армии; после начала Второй мировой войны началось увеличение численности болгарской армии, винтовки со складов мобилизационного резерва передали на вооружение формирующихся частей. В 1943 году некоторое количество итальянских винтовок по-прежнему находилось на вооружении вспомогательных охранно-полицейских формирований (в частности, сельской стражи)[10]
- Вторая Испанская Республика — в ходе войны в Испании трофейные винтовки Итальянского экспедиционного корпуса использовались республиканцами[11]; после того, как в ходе сражения под Гвадалахарой в марте 1937 года в боях под Бриуэгой и Трихуэке были захвачены свыше 3 тысяч итальянских винтовок и более 5 млн патронов к ним, итальянскими винтовками были полностью перевооружены несколько бригад республиканской армии[12]
- Греция — после начала боевых действий против итальянских войск 28 октября 1940 года некоторое количество трофейных итальянских 6,5-мм винтовок оказалось в распоряжении греческой армии, после итало-немецкой оккупации Греции в апреле 1941 и капитуляции греческих войск 23 апреля 1941 года они использовались греческими партизанами[13]
- Независимое государство Хорватия — винтовки и карабины находились на вооружении военизированных формирований хорватских усташей[8]
- Югославия — трофейные винтовки и карабины использовались в подразделениях Народно-освободительной армии Югославии[8]
- Нацистская Германия — после капитуляции и выхода из войны Италии в 1943 году итальянские части были разоружены немцами, их вооружение поступило в распоряжение немецкого военного командования. С конца 1944 года итальянскими винтовками стали вооружать батальоны фольксштурма.

Кроме того, в 1920—1930-е годы некоторое количество 6,5-мм итальянских винтовок и карабинов «маннлихер-каркано» обр.1891 года использовалось военизированными вооружёнными формированиями в Китае.